# Pagode du temple Xingshengjiao
La Pagode du temple Xingshengjiao (chinois simplifié : 兴圣教寺塔 ; pinyin : xīngshèngjiāo sì tǎ est une pagode située dans le district de Songjiang, municipalité de Shanghai, en République populaire de Chine. Le début de la construction de l'édifice date de la dynastie Song.